# Helena Fromm
Helena Fromm (født 5. august 1987) er en tysk Taekwondo-kæmper. Hun vandt olympisk bronze ved Sommer-OL 2012 i London.

## Reference
1. ↑  Navnet er anført på bokmål og stammer fra Wikidata hvor navnet endnu ikke findes på dansk.
2. ↑  Navnet er anført på bokmål og stammer fra Wikidata hvor navnet endnu ikke findes på dansk.
3. ↑  "Medal winners". london2012.com. Arkiveret fra originalen 9. december 2012. Hentet 22. marts 2013.